# فرد کلاوس (بازیکن فوتبال)
فرد کلاوس (انگلیسی: Fred Klaus؛ زادهٔ ۲۷ فوریهٔ ۱۹۶۷) بازیکن فوتبال اهل آلمان است.
از باشگاه‌هایی که در آن بازی کرده‌است می‌توان به باشگاه فوتبال هامبورگ، باشگاه فوتبال هرتابرلین، باشگاه فوتبال نورنبرگ، باشگاه فوتبال سن پائولی، و باشگاه فوتبال اسنابروک اشاره کرد.